# Joegoslavië op de Olympische Zomerspelen 1996
Joegoslavië nam deel aan de Olympische Zomerspelen 1996 in Atlanta, Verenigde Staten onder de naam Servië en Montenegro.

## Medailles
| Sport       | Olympiër | Discipline                 | Medaille |
| ----------- | --- | -------------------------- | -------- |
| Schietsport | Aleksandra Ivošev | 50m geweer 3 houdingen (v) | Goud     |
| Basketbal   | Dejan Tomašević Miroslav Berić Dejan Bodiroga Željko Rebrača Predrag Danilović Vlade Divac Aleksandar Đorđević Saša Obradović Žarko Paspalj Zoran Savić Nikola Lončar Milenko Topić | mannen                     | Zilver   |
| Schietsport | Aleksandra Ivošev | 10m luchtgeweer (v)        | Brons    |
| Volleybal   | Vladimir Batez Dejan Brđović Đorđe Đurić Andrija Gerić Nikola Grbić Vladimir Grbić Rajko Jokanović Slobodan Kovač Đula Mešter Željko Tanasković Žarko Petrović Goran Vujević        | zaal (m)                   | Brons    |

## Deelnemers en resultaten

### Atletiek
| Olympiër           | Discipline            | Resultaat | Prestatie                                                 |
| ------------------ | --------------------- | --------- | --------------------------------------------------------- |
| Borislav Dević     | marathon (m)          | 49e       | 2:21.22                                                   |
| Aleksandar Raković | 50km snelwandelen (m) | 11e       | 3:51.31                                                   |
| Andreja Marinković | verspringen (m)       | 41e       | kwalificatie: 41ste met 7,17m                             |
| Dragutin Topić     | hoogspringen (m)      | 41e       | kwalificatie groep B: 3de met 2,28m finale: 4de met 2,32m |
| Stevan Zorić       | hoogspringen (m)      | 41e       | kwalificatie groep A: 14de met 2,15m                      |
| Dragan Perić       | kogelstoten (m)       | 8e        | kwalificatie: 8ste met 19,61m finale: 8ste met 20,07m     |
|                    |                       |           |                                                           |
| Marina Živković    | 200m (v)              | 34e       | serie 5: 7de in 23,51                                     |
| Marina Živković    | 400m (v)              | 36e       | 53,10                                                     |
| Suzana Ćirić       | marathon (v)          | 55e       | 2:49.30                                                   |

### Basketbal
| Olympiër | Discipline | Resultaat | Prestatie |
| --- | ---------- | --------- | --- |
| Dejan Tomašević Miroslav Berić Dejan Bodiroga Željko Rebrača Predrag Danilović Vlade Divac Aleksandar Đorđević Saša Obradović Žarko Paspalj Zoran Savić Nikola Lončar Milenko Topić | mannen     | Zilver    | groep B: 1ste W van Griekenland: 71-63 W van Australië: 91-68 W van Zuid-Korea: 118-65 W van Brazilië: 101-82 W van Puerto Rico: 97-86 kwartfinale: W van China: 128-61 halve finale: W van Litouwen: 66-58 finale: V van Verenigde Staten: 69-95 |

| Groep B |             |             |             |             |        |        |        |        |
| #       | Land        | Wedstrijden | Wedstrijden | Wedstrijden | Punten | Punten | Punten | Punten |
| #       | Land        | G           | W           | V           | V      | T      | Saldo  | Punten |
| 1       | Joegoslavië | 5           | 5           | 0           | 478    | 364    | +114   | 10     |
| 2       | Australië   | 5           | 4           | 1           | 492    | 438    | +54    | 9      |
| 3       | Griekenland | 5           | 3           | 2           | 402    | 416    | -14    | 8      |
| 4       | Brazilië    | 5           | 2           | 3           | 498    | 494    | +4     | 7      |
| 5       | Puerto Rico | 5           | 1           | 4           | 447    | 465    | -18    | 6      |
| 6       | Zuid-Korea  | 5           | 0           | 5           | 422    | 562    | -140   | 5      |

| Ronde        | Datum   | Plaats      | Land   | Score            | Land |
| ------------ | ------- | ----------- | ------ | ---------------- | ---- |
| Groepsfase   |         |             |        |                  |      |
| 20 juli      | Atlanta | Griekenland | 63-71  | Joegoslavië      |      |
| 22 juli      | Atlanta | Joegoslavië | 91-68  | Australië        |      |
| 24 juli      | Atlanta | Joegoslavië | 118-65 | Zuid-Korea       |      |
| 26 juli      | Atlanta | Brazilië    | 82-101 | Joegoslavië      |      |
| 28 juli      | Atlanta | Joegoslavië | 97-86  | Puerto Rico      |      |
| Kwartfinale  |         |             |        |                  |      |
| 30 juli      | Atlanta | Joegoslavië | 128-61 | China            |      |
| Halve finale |         |             |        |                  |      |
| 1 augustus   | Atlanta | Joegoslavië | 66-58  | Litouwen         |      |
| Finale       |         |             |        |                  |      |
| 3 augustus   | Atlanta | Joegoslavië | 69-95  | Verenigde Staten |      |

### Gewichtheffen
| Olympiër        | Discipline | Resultaat | Prestatie                                                            |
| --------------- | ---------- | --------- | -------------------------------------------------------------------- |
| Miodrag Kovačić | -64kg (m)  | 34e       | trekken: 33de met 110 kg stoten: 34ste met 137,5 kg totaal: 247,5 kg |

### Judo
| Olympiër            | Discipline | Resultaat | Prestatie                     |
| ------------------- | ---------- | --------- | ----------------------------- |
| Dragoljub Radulović | -78kg (m)  | 21e       | 1ste ronde: V van BEL Laats   |
| Mitar Milinković    | +95kg (m)  | 21e       | 1ste ronde: V van KAZ Peshkov |

### Kanovaren
| Olympiër        | Discipline   | Resultaat | Prestatie                                               |
| --------------- | ------------ | --------- | ------------------------------------------------------- |
| Petar Sibinkich | K-1 500m (m) | 21e       | serie 3: 8ste in 1.45,799 herkansingen: 7de in 1.46,532 |

### Schermen
| Olympiër           | Discipline | Resultaat | Prestatie                            |
| ------------------ | ---------- | --------- | ------------------------------------ |
| Tamara Savić-Šotra | degen (v)  | 36e       | 1ste ronde: V van RUS Garayeva: 7-15 |

### Schietsport
| Olympiër            | Discipline                 | Resultaat | Prestatie                                                                         |
| ------------------- | -------------------------- | --------- | --------------------------------------------------------------------------------- |
| Goran Maksimović    | 10m luchtgeweer (m)        | 15e       | kwalificatie: 15de met 589 punten                                                 |
| Nemanja Mirosavljev | 10m luchtgeweer (m)        | 15e       | kwalificatie: 15de met 589 punten                                                 |
| Goran Maksimović    | 50m geweer 3 houdingen (m) | 4e        | kwalificatie: 3de met 1173 punten (394-387-392) finale: 4de met 1268,8 punten     |
| Stevan Pletikosić   | 50m geweer 3 houdingen (m) | 35e       | kwalificatie: 35ste met 1156 punten (398-369-389)                                 |
| Goran Maksimović    | 50m geweer liggend (m)     | 20e       | kwalificatie: 20ste met 594 punten                                                |
| Stevan Pletikosić   | 50m geweer liggend (m)     | 11e       | kwalificatie: 11de met 595 punten                                                 |
|                     |                            |           |                                                                                   |
| Aranka Binder       | 10m luchtgeweer (v)        | 9e        | kwalificatie: 9de met 393 punten                                                  |
| Aleksandra Ivošev   | 10m luchtgeweer (v)        | Brons     | kwalificatie: 5de met 395 punten finale: 3de met 497,2 punten                     |
| Aranka Binder       | 50m geweer 3 houdingen (v) | 9e        | kwalificatie: 22ste met 574 punten (197-189-188)                                  |
| Aleksandra Ivošev   | 50m geweer 3 houdingen (v) | Goud      | kwalificatie: 2de met 587 punten (199-193-195) finale: 1ste met 686,1 punten (OR) |
| Jasna Šekarić       | 25m pistool (v)            | 6e        | kwalificatie: 8ste met 580 punten (291-289) finale: 6de met 680,4 punten          |
| Marija Mladenović   | 10m luchtpistool (v)       | 9e        | kwalificatie: 34ste met 370 punten                                                |
| Jasna Šekarić       | 10m luchtpistool (v)       | 4e        | kwalificatie: 5de met 384 punten finale: 4de met 487,1 punten                     |

### Schoonspringen
| Olympiër      | Discipline    | Resultaat | Prestatie                          |
| ------------- | ------------- | --------- | ---------------------------------- |
| Siniša Žugić  | 3m plank (m)  | 38e       | voorronde: 38ste met 181,17 punten |
| Vukan Vuletić | 10m toren (m) | 37e       | voorronde: 37ste met 187,17 punten |

### Tafeltennis
| Olympiër                        | Discipline     | Resultaat | Prestatie                                                                                                   |
| ------------------------------- | -------------- | --------- | --- |
| Slobodan Grujić                 | enkelspel (m)  | 17e       | groep F: 2de W van AUS Smythe: 2-1 W van BEL Saive: 2-1 V van CHN Liu: 1-2                                  |
| Aleksandar Karakašević          | enkelspel (m)  | 33e       | groep N 3de V van KOR Yoo: 1-2 V van PRK Ri: 0-2 W van JAM Hyatt: 2-0                                       |
| Ilija Lupulesku                 | enkelspel (m)  | 33e       | groep D: 3de V van SWE Waldner: 0-2 V van KOR Lee: 1-2 W van GHA Opoku: 2-0                                 |
| Slobodan Grujić Ilija Lupulesku | dubbelspel (m) | 9e        | groep H: 2de V van JPN Matsuhita/Shibutani: 0-2 W van NGR Olaleye/Toriola: 2-0 W van CZE Korbel/Plachý: 2-0 |

### Volleybal
| Olympiër | Discipline | Resultaat | Prestatie |
| --- | ---------- | --------- | --- |
| Vladimir Batez Dejan Brđović Đorđe Đurić Andrija Gerić Nikola Grbić Vladimir Grbić Rajko Jokanović Slobodan Kovač Đula Mešter Željko Tanasković Žarko Petrović Goran Vujević | zaal (m)   | Brons     | groep B: 3de W van Rusland: 3-1 (10-15, 15-13, 15-10, 15-11) W van Zuid-Korea: 3-0 (15-5, 15-6, 16-14) W van Tunesië: 3-1 (15-4, 15-17, 15-3, 15-3) V van Nederland: 0-3 (7-15, 6-15, 9-15) V van Italië: 0-3 (12-15, 8-15, 12-15) kwartfinale: W van Brazilië: 3-2 (15-6, 15-5, 8-15, 14-16, 15-10) halve finale: V van Italië: 1-3 (12-15, 15-8, 6-15, 7-15) bronzen finale: W van Rusland: 3-1 (15-8, 7-15, 15-8, 15-9) |

| Groep B |             |             |             |             |             |             |             |        |        |        |        |
| #       | Land        | Wedstrijden | Wedstrijden | Wedstrijden | Wedstrijden | Wedstrijden | Wedstrijden | Punten | Punten | Punten | Punten |
| #       | Land        | G           | W           | V           | SW          | SV          | SR          | SPW    | SPL    | Saldo  | Punten |
| 1       | Italië      | 5           | 5           | 0           | 15          | 0           | +15         | 225    | 138    | +93    | 10     |
| 2       | Nederland   | 5           | 4           | 1           | 12          | 3           | +9          | 209    | 131    | +70    | 9      |
| 3       | Joegoslavië | 5           | 3           | 2           | 9           | 8           | +1          | 215    | 191    | +24    | 8      |
| 4       | Rusland     | 5           | 2           | 3           | 7           | 9           | -2          | 196    | 201    | -5     | 7      |
| 5       | Zuid-Korea  | 5           | 1           | 4           | 3           | 12          | -9          | 156    | 198    | -42    | 6      |
| 6       | Tunesië     | 5           | 0           | 5           | 1           | 15          | -14         | 98     | 240    | -142   | 5      |

| Ronde        | Datum   | Plaats      | Land | Score       | Land |
| ------------ | ------- | ----------- | ---- | ----------- | ---- |
| Groepsfase   |         |             |      |             |      |
| 21 juli      | Atlanta | Joegoslavië | 3-1  | Rusland     |      |
| 23 juli      | Atlanta | Joegoslavië | 3-0  | Zuid-Korea  |      |
| 25 juli      | Atlanta | Joegoslavië | 3-1  | Tunesië     |      |
| 27 juli      | Atlanta | Nederland   | 3-0  | Joegoslavië |      |
| 29 juli      | Atlanta | Italië      | 3-0  | Joegoslavië |      |
| Kwartfinale  |         |             |      |             |      |
| 31 juli      | Atlanta | Brazilië    | 2-3  | Joegoslavië |      |
| Halve finale |         |             |      |             |      |
| 2 augustus   | Atlanta | Joegoslavië | 1-3  | Joegoslavië |      |
| Finale       |         |             |      |             |      |
| 4 augustus   | Atlanta | Rusland     | 1-3  | Joegoslavië |      |

### Waterpolo
| Olympiër | Discipline | Resultaat | Prestatie |
| --- | ---------- | --------- | --- |
| Viktor Jelenić Igor Milanović Ranko Perović Aleksandar Šapić Dejan Savić Aleksandar Šoštar Vaso Subotić Milan Tadić Petar Trbojević Veljko Uskoković Mirko Vičević Vlada Vujasinović Predrag Zimonjić | mannen     | 8e        | groep B: 2de W van Nederland: 9-8 G van Rusland: 9-9 W van Spanje: 9-7 W van Duitsland: 9-8 V van Hongarije: 8-12 kwartfinale: V van Kroatië: 6-8 5-8ste plek: V van Rusland: 15-16 7-8ste plek: V van Verenigde Staten: 8-12 |

| Groep B |                  |             |             |             |             |        |        |        |        |
| #       | Land             | Wedstrijden | Wedstrijden | Wedstrijden | Wedstrijden | Punten | Punten | Punten | Punten |
| #       | Land             | G           | W           | G           | V           | V      | T      | Saldo  | Punten |
| 1       | Verenigde Staten | 5           | 4           | 0           | 1           | 56     | 40     | +16    | 8      |
| 2       | Joegoslavië      | 5           | 4           | 0           | 1           | 60     | 38     | +22    | 8      |
| 3       | Spanje           | 5           | 3           | 1           | 1           | 48     | 38     | +10    | 7      |
| 4       | Hongarije        | 5           | 2           | 1           | 2           | 50     | 43     | +7     | 5      |
| 5       | Griekenland      | 5           | 1           | 0           | 4           | 45     | 66     | -21    | 2      |
| 6       | China            | 5           | 0           | 0           | 5           | 34     | 68     | -34    | 0      |

| Ronde        | Datum | Plaats           | Land  | Score       | Land |
| ------------ | ----- | ---------------- | ----- | ----------- | ---- |
| Groepsfase   |       |                  |       |             |      |
| 20 september | Seoel | Joegoslavië      | 11-8  | Nederland   |      |
| 21 september | Seoel | Rusland          | 9-9   | Joegoslavië |      |
| 22 september | Seoel | Joegoslavië      | 9-7   | Spanje      |      |
| 23 september | Seoel | Joegoslavië      | 9-8   | Duitsland   |      |
| 24 september | Seoel | Hongarije        | 12-8  | Joegoslavië |      |
| Kwartfinale  |       |                  |       |             |      |
| 26 september | Seoel | Joegoslavië      | 6-8   | Kroatië     |      |
| 5-8ste plek  |       |                  |       |             |      |
| 27 september | Seoel | Joegoslavië      | 15-16 | Rusland     |      |
| 7-8ste plek  |       |                  |       |             |      |
| 28 september | Seoel | Verenigde Staten | 12-8  | Joegoslavië |      |

### Worstelen
| Olympiër              | Discipline     | Resultaat      | Prestatie |
| Grieks-Romeins        | Grieks-Romeins | Grieks-Romeins | Grieks-Romeins |
| --------------------- | -------------- | -------------- | --- |
| Aleksandar Jovančević | -82kg (m)      | 9e             | 1ste ronde: V van KGZ Sanatbayev: 0-3 herkansingen: W van VEN Mercano: 11-1 herkansingen 2: W van ROU Arghira: 5-0 herkansingen 3: V van ARM Geghamyan: 0-2 |
| Goran Kasum           | -90kg (m)      | 18e            | 1ste ronde: W van CAN Cox: 3-0 2de ronde: V van TUR Başar: 0-3 herkansingen: V van CUB Peña: 0-3                                                            |

### Zwemmen
| Olympiër        | Discipline           | Resultaat | Prestatie                  |
| --------------- | -------------------- | --------- | -------------------------- |
| Nikola Kalabić  | 100m vrije slag (m)  | 53e       | serie 2: 5de in 52,98      |
| Vladan Marković | 100m vlinderslag (m) | 28e       | serie 4: 4de in 54,90      |
| Vladan Marković | 200m vlinderslag (m) | 28e       | serie 3: 5de in 2.01,80    |
|                 |                      |           |                            |
| Duška Radan     | 50m vrije slag (v)   | 45e       | serie 2: 5de in 27,62 (NR) |
| Duška Radan     | 100m vrije slag (v)  | 46e       | serie 1: 6de in 1.00,34    |
| Maja Grozdanić  | 200m rugslag (v)     | 27e       | serie 1: 1ste in 2.20,65   |

Afghanistan · Albanië · Algerije · Amerikaanse Maagdeneilanden · Amerikaans-Samoa · Andorra · Angola · Antigua‑Barbuda · Argentinië · Armenië · Aruba · Australië · Azerbeidzjan · Bahama's · Bahrein · Bangladesh · Barbados · België · Belize · Benin · Bermuda · Bhutan · Bolivia · Bosnië en Herzegovina · Botswana · Brazilië · Britse Maagdeneilanden · Brunei · Bulgarije · Burkina Faso · Burundi · Cambodja · Canada · Centraal-Afrikaanse Republiek · Chili · China · Chinees Taipei · Colombia · Comoren · Congo-Brazzaville · Cookeilanden · Costa Rica · Cuba · Cyprus · Denemarken · Djibouti · Dominica · Dominicaanse Republiek · Duitsland · Ecuador · Egypte · El Salvador · Equatoriaal-Guinea · Estland · Ethiopië · Fiji · Filipijnen · Finland · Frankrijk · Gabon · Gambia · Georgië · Ghana · Grenada · Griekenland · Groot-Brittannië · Guam · Guatemala · Guinee · Guinee-Bissau · Guyana · Haïti · Honduras · Hongarije · Hongkong · Ierland · IJsland · India · Indonesië · Irak · Iran · Israël · Italië · Ivoorkust · Jamaica · Japan · Jemen · Joegoslavië · Jordanië · Kaaimaneilanden · Kaapverdië · Kameroen · Kazachstan · Kenia · Kirgizië · Koeweit · Kroatië · Laos · Lesotho · Letland · Libanon · Liberia · Libië · Liechtenstein · Litouwen · Luxemburg ·  Macedonië · Madagaskar · Malawi · Malediven · Maleisië · Mali · Malta · Marokko · Mauritanië · Mauritius · Mexico · Moldavië · Monaco · Mongolië · Mozambique · Myanmar · Namibië · Nauru · Nederland · Nederlandse Antillen · Nepal · Nicaragua · Nieuw-Zeeland · Niger · Nigeria · Noord-Korea · Noorwegen · Oeganda · Oekraïne · Oezbekistan · Oman · Oostenrijk · Pakistan · Palestina · Panama · Papoea-Nieuw-Guinea · Paraguay · Peru · Polen · Portugal · Puerto Rico · Qatar · Roemenië · Rusland · Rwanda · Saint Kitts en Nevis · Saint Lucia · Saint Vincent en Grenadines · Salomonseilanden · Samoa · San Marino · Sao Tomé en Principe · Saoedi-Arabië · Senegal · Seychellen · Sierra Leone · Singapore · Slovenië · Slowakije · Soedan · Somalië · Spanje · Sri Lanka · Suriname · Swaziland · Syrië · Tadzjikistan · Tanzania · Thailand · Togo · Tonga · Trinidad en Tobago · Tsjaad · Tsjechië · Tunesië · Turkije · Turkmenistan · Uruguay · Vanuatu · Venezuela · Verenigde Arabische Emiraten · Verenigde Staten · Vietnam · Wit-Rusland · Zaïre · Zambia · Zimbabwe · Zuid-Afrika · Zuid-Korea · Zweden · Zwitserland